# بخش آهوران
بخش آهوران، یکی از بخش‌های شهرستان نیک‌شهر در استان سیستان و بلوچستان ایران است. مرکز این بخش، شهر چانف است.

## تقسیمات کشوری
- بخش آهوران
  - دهستان چانف
  - دهستان کهیری

شهر: چانف

## نمای آبادی‌ها
دهستان چانف
| نام آبادی                  | شمار خانوار | جمعیت (۱۳۹۵) | شمار مرد | شمار زن |
| شهریانچ                    | ۲۰۳         | ۸۲۵          | ۴۱۱      | ۴۱۴     |
| گوانک                      | ۲۲۶         | ۸۱۰          | ۴۰۴      | ۴۰۶     |
| برشک                       | ۱۶۶         | ۶۰۲          | ۲۶۳      | ۳۳۹     |
| ناگان                      | ۹۷          | ۳۵۸          | ۱۸۸      | ۱۷۰     |
| مهند                       | ۱۰۸         | ۳۴۴          | ۱۸۰      | ۱۶۴     |
| علی‌آباد (کارگاه اداره راه) | ۷۲          | ۳۰۵          | ۱۴۸      | ۱۵۷     |
| ناگوک                      | ۷۵          | ۲۷۹          | ۱۳۷      | ۱۴۲     |
| بجوکان بالا                | ۷۰          | ۲۴۳          | ۱۲۱      | ۱۲۲     |
| کله گوک (کلگوک)            | ۶۵          | ۲۲۷          | ۱۱۶      | ۱۱۱     |
| گورناگان                   | ۶۳          | ۲۲۴          | ۱۱۴      | ۱۱۰     |
| هیتکان                     | ۵۹          | ۲۰۹          | ۹۷       | ۱۱۲     |
| آب برین                    | ۵۵          | ۲۰۶          | ۱۰۵      | ۱۰۱     |
| سفتک                       | ۵۲          | ۲۰۵          | ۱۰۱      | ۱۰۴     |
| توکلی                      | ۵۸          | ۱۸۸          | ۹۰       | ۹۸      |
| شیزین فتان                 | ۶۳          | ۱۸۸          | ۹۲       | ۹۶      |
| گوهچ                       | ۵۵          | ۱۷۹          | ۸۰       | ۹۹      |
| جکبنان                     | ۴۶          | ۱۵۲          | ۸۱       | ۷۱      |
| بجوکان                     | ۳۷          | ۱۴۶          | ۷۳       | ۷۳      |
| بگ                         | ۴۲          | ۱۴۳          | ۶۲       | ۸۱      |
| توکلی پایین                | ۴۱          | ۱۴۲          | ۷۳       | ۶۹      |
| گت                         | ۳۶          | ۱۲۸          | ۵۵       | ۷۳      |
| کس مزور                    | ۳۱          | ۱۲۶          | ۶۱       | ۶۵      |
| گروکدپ                     | ۳۱          | ۱۲۳          | ۶۶       | ۵۷      |
| دشتوک                      | ۲۹          | ۱۱۰          | ۵۵       | ۵۵      |
| زهرکان                     | ۲۹          | ۱۰۱          | ۴۹       | ۵۲      |
| میسی مچ                    | ۲۳          | ۹۶           | ۴۷       | ۴۹      |
| شهردراج (شهردراز)          | ۱۵          | ۷۶           | ۴۴       | ۳۲      |
| کل تیتران                  | ۱۹          | ۷۲           | ۳۷       | ۳۵      |
| خاربرد                     | ۲۰          | ۶۹           | ۲۵       | ۴۴      |
| پتک                        | ۱۷          | ۶۸           | ۳۰       | ۳۸      |
| گزین گوهچ                  | ۱۷          | ۶۸           | ۲۸       | ۴۰      |
| پاگ                        | ۱۷          | ۵۹           | ۳۴       | ۲۵      |
| کرتکان شیب                 | ۱۷          | ۵۹           | ۳۳       | ۲۶      |
| رودبالوک                   | ۱۱          | ۵۲           | ۲۹       | ۲۳      |
| لال زمینان                 | ۱۲          | ۴۹           | ۲۳       | ۲۶      |
| پوزپرکان                   | ۱۶          | ۴۸           | ۲۵       | ۲۳      |
| کلدان                      | ۱۴          | ۴۴           | ۱۹       | ۲۵      |
| سی پچ                      | ۱۰          | ۳۸           | ۲۰       | ۱۸      |
| کافران دن                  | ۱۴          | ۳۰           | ۱۶       | ۱۴      |
| بن زه                      | ۹           | ۲۹           | ۱۲       | ۱۷      |
| کریم آباد سیاه دن          | ۷           | ۲۸           | ۱۱       | ۱۷      |
| گوران الیت                 | ۹           | ۲۸           | ۱۲       | ۱۶      |
| محمدآباد                   | ۹           | ۲۶           | ۱۳       | ۱۳      |
| ساگیس                      | ۷           | ۲۵           | ۱۴       | ۱۱      |
| کوسی چی                    | ۹           | ۲۲           | ۹        | ۱۳      |
| چنگ اناری                  | ۴           | ۲۰           | ۹        | ۱۱      |
| گلیک                       | ۵           | ۱۹           | ۱۰       | ۹       |
| پشت گر                     | ۵           | ۱۶           | ۹        | ۷       |
| گردکان دن                  | ۴           | ۱۵           | ۸        | ۷       |
| چتاندر                     | ۴           | ۱۱           | ۷        | ۴       |
| جمع کل                     | ۲٬۱۱۱       | ۷٬۶۶۷        | ۳٬۷۶۷    | ۳٬۹۰۰   |

دهستان کهیری
| نام آبادی               | شمار خانوار | جمعیت (۱۳۹۵) | شمار مرد | شمار زن |
| مشکونت                  | ۷۸          | ۳۱۶          | ۱۵۴      | ۱۶۲     |
| کهیری                   | ۶۸          | ۲۲۷          | ۱۱۶      | ۱۱۱     |
| گورانژان گز (سرزه)      | ۵۸          | ۲۲۲          | ۱۱۸      | ۱۰۴     |
| کناری                   | ۶۱          | ۲۱۷          | ۱۱۴      | ۱۰۳     |
| سی سرک بن               | ۴۶          | ۱۹۰          | ۹۱       | ۹۹      |
| بی تیچدپ                | ۳۶          | ۱۳۲          | ۶۷       | ۶۵      |
| تنگ سر                  | ۲۷          | ۱۱۸          | ۵۶       | ۶۲      |
| گلیندر                  | ۳۲          | ۹۹           | ۴۸       | ۵۱      |
| پتگان                   | ۲۴          | ۹۳           | ۴۸       | ۴۵      |
| کروزگیلکی               | ۲۰          | ۹۱           | ۴۴       | ۴۷      |
| راهین گتان (راین گیتان) | ۲۷          | ۸۲           | ۳۱       | ۵۱      |
| راوک                    | ۱۸          | ۷۸           | ۳۸       | ۴۰      |
| پهندر (نصرآباد)         | ۱۳          | ۶۲           | ۳۴       | ۲۸      |
| رهتوک دپ (علی‌آباد)      | ۱۷          | ۵۸           | ۲۸       | ۳۰      |
| کروز بالابومدن          | ۱۴          | ۵۷           | ۲۶       | ۳۱      |
| کسیری دپ                | ۱۴          | ۵۶           | ۲۱       | ۳۵      |
| کروز دپ                 | ۱۱          | ۵۴           | ۲۶       | ۲۸      |
| گمردوج پایین            | ۱۹          | ۴۹           | ۲۶       | ۲۳      |
| کرباسی                  | ۱۳          | ۴۶           | ۲۲       | ۲۴      |
| دلیک دپ                 | ۱۳          | ۴۳           | ۲۰       | ۲۳      |
| متکاندپ                 | ۱۳          | ۴۰           | ۲۲       | ۱۸      |
| نیلک بن                 | ۱۳          | ۳۸           | ۲۱       | ۱۷      |
| گزدان                   | ۱۳          | ۳۷           | ۱۹       | ۱۸      |
| کیتانبان                | ۵           | ۲۴           | ۱۱       | ۱۳      |
| جمع کل                  | ۶۶۸         | ۲٬۴۸۹        | ۱٬۲۳۳    | ۱٬۲۵۶   |

## جمعیت
بر پایه سرشماری عمومی نفوس و مسکن در سال ۱۳۹۵، جمعیت بخش آهوران برابر با ۱۲٬۴۵۳ نفر بوده است.